# Van Allenovi pojasi zračenja
Van Allenovi pojasi zračenja ili Van Allenovi pojasi su područja oko Zemlje u kojima se zbog djelovanja Zemljina magnetskoga polja električki nabijene čestice (većinom protoni i elektroni, uz nešto malo alfa-čestica i iona kisika) gibaju velikim brzinama tvoreći snažan izvor elektromagnetskoga zračenja. Unutarnji Van Allenov pojas nalazi se na visini od 1 000 do 10 000 kilometara, a vanjski na visini od 13 000 do 60 000 kilometara. Treći, privremeni, Van Allenov pojas otkriven je u rujnu 2012. između unutarnjeg i vanjskog pojasa i trajao je oko mjesec dana. Pojasi nisu pravilna oblika ni jednoliko udaljeni od Zemlje jer ih Sunčev vjetar potiskuje na osvijetljenoj strani prema površini Zemlje, dok su na tamnoj strani razvučeni u svemir. Nazvani su prema svojem otkrivaču J. Van Allenu. Zbog velike prodorne moći čestica u njima mogu nastati oštećenja svemirskih letjelica, pogotovo kada se zbog pojačane Sunčeve aktivnosti povećaju energije čestica i nastanu geomagnetske oluje.
Van Allenovi pojasi zračenja su oblika torusa i sadrže energetski nabijene čestice (plazma), koje okružuju Zemlju, a drži ih Zemljino magnetsko polje. Te visokoenergetske elementarne čestice električki nabijaju kozmičke zrake. Zemljino magnetsko polje je jednoliko raspodjeljeno oko Zemlje, ali na Sunčevoj strani je sabijeno zbog utjecaja Sunčevog vjetra, dok na drugoj, mračnoj strani, je izduženo. Razlikuju se dva Van Allenova pojasa zračenja, vanjski i unutarnji. Vanjski Van Allenov pojas zračenja sadrži visokoenergetske elektrone, dok unutarnji sadrži protone i elektrone. Osim toga, ti pojasi sadrže i manju količinu alfa-čestica. Ovi pojasi su povezani i sa stvaranjem polarne svjetlosti, kada visokoenergetske čestice udaraju u gornje slojeve atmosfere i stvara se fluorescencija.

## Otkriće
Američki fizičar James Van Allen je otkrio dva pojasa pojačanog radioaktivnog zračenja koji opkoljavaju Zemlju. Pojase u obliku torusa, nazvane Van Allenovi pojasi zračenja, otkrio je pomoću Geigerovih brojača, postavljenih na umjetnim satelitima Explorerom 1 i Explorerom 3 1958. Poslije su izmjereni i mapirani umjetnim satelitima Explorerom 4, Pioneerom 3 i Lunom 1. Oni štite Zemlju od opasne Sunčeve radijacije tako što je skupljaju i od nje stvaraju pojase koji opasavaju Zemlju. Te čestice predstavljaju elektroni, protoni i alfa-čestice.
Van Allenovi pojasi zračenja otkriveni su i na drugim planetima. Svaki planet koji ima dovoljno jako magnetsko polje, može stvoriti takve pojase. Sunce nema takve pojase. Voyager 2 je potvrdio da postoje na Uranu i Neptunu.

## Vanjski Van Allenov pojas zračenja
Veliki vanjski pojas zračenja se širi negdje od 13 000 do 60 000 km iznad Zemljine površine. Najjači intenzitet ima između 4 do 5 Zemljinih polumjera (25 000 do 30 000 km). Sastoji se od visokoenergetskih (0,1–10 MeV) elektrona, koji su zarobljeni  magnetosferom. Osim toga, mogu se pronaći ioni, u obliku visokoenergetskih protona, mali udio alfa-čestica i kisikovih O+ iona. Sličan je sastav kao u ionosferi, samo što ove čestice mnogo veće energije.
Vanjski pojas je veći od unutarnjeg i čestice su dosta promjenjive, posebno pod utjecajem geomagnetskih oluja, koje nastaju zbog pojačanog magnetskog djelovanja na Suncu. 

## Unutarnji Van Allenov pojas zračenja
Unutarnji Van Allenov pojas zračenja se širi od 100 do 10 000 km iznad površine Zemlje. Sadrži visokoenergetske protone, čija energija prelazi i 100 MeV te elektrone s energijom preko 100 keV, koji su zarobljeni s jakim Zemljinim magnetskim poljem, u tom području.
Smatra se da protoni energije veće od 50 MeV nastaju sudarom kozmičkih zraka s jezgrama atoma, u gornjoj atmosferi. Protoni energije manje od 50 MeV vjerojatno potječu od geomagnetskih oluja.
Zbog malog odstupanja unutarnjeg pojasa i Zemljine rotacijske osi, unutarnji Van Allenov pojas zračenja je najbliži Zemlji u južnom Atlantskom oceanu. Kao rezultat te nepravilnosti u južnom Atlantskom oceanu, dolazi do zamjena mjesta sjevernog i južnog magnetskog pola (vidi kron). 
Protoni su kinetičke energije od 100 keV (može proći kroz olovo debljine 0,6 mm) do 400 MeV (može proći kroz olovo debljine 143 mm). Energija koju imaju brzi elektroni ili alfa-čestice, u unutarnjem i vanjskom Van Allenovom pojasu zračenja, opasna je za ljudsko zdravlje.

## Treći pojas
28. veljače 2013. znanstvenici su izvijestili da su otkrili treći radijacijski pojas. Sastoji se od visokoenergijskih ultrarelativistično nabijenih čestica. Na medijskoj konferenciji kod Nasina tima Sonda Van Allen, izjavili su da je ovaj treći pojas proizvod koronarnog izbačaja mase sa Sunca. Predstavljeno je u odvojenoj tvorbi koja dijeli vanjski pojas, poput noža, i postoji odvojeno kao pohranilište čestica mjesec dana, prije nego što se opet spoji s vanjskim pojasom.

## Neprobojna barijera
Sonde Van Allen uočile su jednu neprobojnu barijeru. Proučavajući Van Allenov pojase, pronašli su točke gotovo neprobojne barijere koja najbržim elektronima, onim koji nose najviše energije, priječi doći do Zemlje. Obla hladna nabijena plina oko Zemlje zvan plazmasfera međudjeluje s česticama u Zemljinim radijacijskim pojasima, čime stvara neprobojnu prepreku koja zaustavlja najbrže elektrone i ne da im prići bliže našem planetu. Nova su istraživanja pokazala da ta plazmasfera drži brze elektrone iz radijacijskih pojasa dalje od Zemlje. Plazmasfera počinje na oko 600 milja visine i proteže se djelimice u vanjski Van Allenov pojas. Čestice u vanjskoj granici plazmasfere uzrokuju da se čestice u vanjskom radijacijskom pojasu raštrkaju, odmičući ih od pojasa. Vidi također plazmapauza.

## Utjecaj na putovanje svemirskim letjelicama
Neki ljudi smatraju da astronauti ne bi preživjeli put do Mjeseca zbog jakog zračenja prilikom prolaska kroz Van Allenove pojase zbog kozmičkih zraka. Apollo letjelice su kroz Van Allenov pojas prolazile četiri sata, a od ionizirajućeg zračenja bili su zaštićeni metalnom oplatom same letjelice. Štoviše, sama putanja letjelice od Zemlje do Mjeseca odabrana je tako da se što više smanji izlaganje zračenju prilikom prolaska kroz Van Allenov pojas. Čak je i sam dr. James Van Allen, otkrivač Van Allenovog pojasa, demantirao tvrdnje da je zračenje preopasno za astronaute te je ustvrdio da je količina zračenja prilikom prolaska kroz Van Allenov pojas manja od 1 rem (10 mSv), što je ekvivalent normalnom ambijentalnom zračenju koje prosječan čovjek na Zemlji primi u tri godine. S druge strane, zračenje je upravo dokaz da su astronauti išli na Mjesec. Uočeno je da je 33 od 36 astronauta iz programa Apollo dobilo sivu mrenu za koje se pokazalo da je posljedica izloženosti kozmičkom zračenju za vrijeme putovanja.
Solarni članci, integrirani krugovi i davači mogu biti oštećeni kada prolaze kroz područje pojačanog zračenja, pogotovo za vrijeme geomagnetskih oluja. Sve manje elektroničke komponente, stvaraju veću mogućnost da budu oštećene. Moraju imati sloj veće tvrdoće da bi radile pouzdano. Svemirski teleskop Hubble, kao i drugi umjetni sateliti, često ugasi elektroniku dok prolazi kroz područje pojačane radijacije.
Satelit koji je zaštićen aluminijskim limom 3 mm debljine te prolazi kroz Van Allenove pojase zračenja, primit će oko 2 500 rema (25 Sv) godišnje. Gotova sva radijacija se prima u unutarnjem pojasu.